# اسکار وگا (بازیکن فوتبال)
اسکار وگا (انگلیسی: Óscar Vega؛ زادهٔ ۲۷ ژانویهٔ ۱۹۸۷) بازیکن فوتبال اهل اسپانیا است.
از باشگاه‌هایی که در آن بازی کرده‌است می‌توان به باشگاه فوتبال اوئسکا، باشگاه فوتبال لگانس، باشگاه فوتبال رئال سوسیداد، و باشگاه فوتبال اوساسونا اشاره کرد.